# Oxenholme
Oxenholme är en by i civil parish Kendal, i distriktet Westmorland and Furness, i grevskapet Cumbria, i England. Byn är belägen 39 km från Penrith. Byn hade 842 invånare år 2021.